# Lee Yountaek
Pour les articles homonymes, voir Lee.
Lee Yountaek (hangeul : 이윤택), né le 9 juillet 1952 , est un poète, dramaturge et producteur sud-coréen.

## Biographie
Lee Yountaek est né le 9 juillet 1952 en Corée. Poète, dramaturge et producteur, il a fait ses débuts en 1979 avec La citrouille lanterne (Dokkaebi bul) qui est paru dans la revue littéraire Poésie contemporaine. Dans les années 1970, il a travaillé comme journaliste pour des quotidien de Busan tout en poursuivant l'écriture et la mise en scène. En 1986, il a formé à Busan sa propre compagnie théâtrale appelée Yeonhuidan georipae  et depuis ce temps il voyage à travers le pays pour se produire.

## Œuvre
L'Institut coréen de traduction littéraire (LTI of Korea) résume son œuvre de cette manière :
Lee Yountaek a fait montre de ses talents à plusieurs reprises par la production de scénarios de films, de téléfilms, de spectacles de danse, de comédies musicales, et de pièces de théâtre pour des événements internationaux. Son répertoire couvre un large éventail de formes artistiques, mais il apporte aussi quelque chose de nouveau et d'expérimental dans chacun de ses projets. Il injecte dans ses créations un sentiment typiquement coréen et beaucoup d'humour ; il est à ce titre largement reconnu comme un « guérillero de la culture ».
Bien que ses thèmes contiennent généralement des éléments sombres, ses écrits regorgent d'une grande énergie. Même après un éclat de rire, l'auteur incite souvent l'audience à la plus grande réflexion.
Récemment, il a été davantage actif en tant que directeur du Théâtre national de Séoul, où il a notamment dirigé une version musicale de La tempête de Shakespeare en 1999. Sa comédie musicale Rêve à Hwaseong (Hwaseong-eseo kkum kkunda) produite dans des sites classés appartenant au patrimoine culturel, est un de ses pièces les plus connues.

## Filmographie
Parmi ses films : 
- 2003 Ogu (scénario et réalisation)
- 1997 Model (Série TV)
- 1991 Seoul, Evita
- 1990 Seulement parce que vous êtes une femme (Danji geudaega yeojaraneun iyumaneuro)